# Pinguin Adélie
Pinguinul Adélie trăiește de-a lungul coastei Antarcticii, precum și pe coastele insulelor vecine. Pinguinii Adélie se deosebesc prin ceea că au un inel alb de jur îpmrejur la ochi, au o înălțime de cca 30-50 cm și cântăresc aproximativ 4-6 kg. Au pene lungi care acoperă tot corpul și o mare parte din ciocul roșu, penele sunt în două straturi ceea ce le permite să încălzească corpul pe timpul rece. Ei sunt cunoscuți prin faptul că mănâncă zăpadă. Își construiesc cuiburile cu pietre. Aceste specii trăisc în colonii foarte mari. O colonie de pinguini din rasa Adélie alcătuită din 5 milioane de exemplare, consumă apogeul clocitului aproximativ 9 mii de tone de hrană zilnic acesta corespunde cu încărcătura de cca 70 de vase piscicole. Numele de Adélie vine de la soția exploratorului francez Jules Dumont d'Urville, cel care a studiat pentru prima oară aceste păsări în 1840.